# Rhopalomyia syngenesiae
Rhopalomyia syngenesiae är en tvåvingeart som först beskrevs av Friedrich Hermann Loew 1850.  Rhopalomyia syngenesiae ingår i släktet Rhopalomyia och familjen gallmyggor. Inga underarter finns listade i Catalogue of Life.